# Stanley Haidasz
Stanley Haidasz, właściwie Stanisław Haidasz (ur. 4 marca 1923 w Toronto, zm. 6 sierpnia 2009) – kanadyjski polityk, kardiolog i działacz polonijny polskiego pochodzenia. Pierwszy kanadyjski senator pochodzenia polskiego.

## Życiorys
Rodzice Haidasza wyemigrowali w 1910 do Kanady ze Stanisławowa.
Był członkiem i działaczem Liberalnej Partii Kanady. Absolwent wydziału medycyny na Uniwersytecie w Toronto w (1951). Zaawansowane studia specjalistyczne (choroby serca) w University of Chicago. W 1954 oddelegowany jako jeden z przedstawicieli Polonii kanadyjskiej do rozmów z premierem Kanady Louisem St. Laurentem na temat większego udziału Polonii w życiu politycznym Kanady. W latach 1954–55 prezydent Kongresu Kanadyjsko-Polskiego. Poseł polskiego pochodzenia, deputowany do Parlamentu Konfederacji Kanady w 1957.
W latach 1972–1974 był sekretarzem stanu ds. wielokulturowości w wieloetnicznej Kanadzie. W 1964 i 1965 był delegatem kanadyjskim na Zgromadzenie Ogólne ONZ. W latach 1981, 1982 i 1983 był delegatem parlamentarnym do Rady Północnoatlantyckiej. Od 1978 objął stanowisko senatora (pierwszy senator polskiego pochodzenia) w Ontario.
Jest jednym z fundatorów stypendiów Fundacji Władysława Reymonta i jako honorowy senator członkiem Fundacji Pełne Zaufanie.
W 1991 otrzymał doktorat honoris causa Katolickiego Uniwersytetu Lubelskiego.
W 1971 roku nominował prymasa Stefana Wyszyńskiego do pokojowej Nagrody Nobla.

## Odznaczenia
- Krzyż Komandorski Orderu Odrodzenia Polski (11 listopada 1990)[7]
- Order Świętego Grzegorza Wielkiego (1997)[1].

## Życie prywatne
W 1950 poślubił Natalię, z którą miał czworo dzieci.